# Журавлево (Красноярский край)
Журавлево — посёлок в Курагинском районе Красноярского края. Входит в состав Кордовского сельсовета.

## География
Посёлок находится в южной части края, в пределах Алтае-Саянского горнотаёжного района, на правом берегу реки Кизир, на расстоянии приблизительно 42 км (по прямой) к северо-востоку от посёлка городского типа Курагино, административного центра района. Абсолютная высота — 365 м над уровнем моря.

## История
Населённый пункт возник при строительстве железнодорожной линии Абакан — Тайшет. Назван в честь Алексея Диомидовича Журавлёва (1913—1942) — советского инженера-изыскателя.

## Население
| 2010 |
| ---- |
| 662  |

### Гендерный состав
По данным Всероссийской переписи населения 2010 года, в гендерной структуре населения мужчины составляли 44,3 %, женщины — соответственно 55,7 %.

### Национальный состав
Согласно результатам переписи 2002 года, в национальной структуре населения русские составляли 92 % из 782 чел.